# Бровко Євген Анатолійович
Євген Анатолійович Бровко (рос. Евгений Анатольевич Бровко; 1 вересня 1979, Нікуліно, РРФСР — 13 травня 2023, Бахмут, Україна) — російський офіцер, полковник ЗС РФ. Герой Російської Федерації.

## Біографія
В 1996 році закінчив Нікулінську сільську школі і вступив в Омське вище загальновійськове командне училище. В 1999 році у зв'язку з розформуванням училища переведений в Новосибірський військовий інститут, який закінчив в 2001 році. Служив в частинах Сибірського, Північно-Кавказького і Центрального військових округів, а також в угрупованні російських військ в Таджикистані. В 2008 році закінчив Військовий університет Міністерства оборони за спеціальністю «морально-психологічне забезпечення військ». Учасник війни на Сході України. В 2016 році брав участь в інтервенції в Сирію. Після цього до 2021 року був заступником командира 90-ї танкової дивізії з військово-виховної роботи.
З лютого 2022 року брав участь у вторгненні в Україну, заступник командира 2-го армійського корпусу «ЛНР» з військово-виховної роботи. Доклав багато зусиль для створення луганського регіонального відділення «Юнармії». Загинув під час битви за Бахмут від численних осколкових поранень при близькому розриві снаряду. 19 травня 2023 року був похований в рідному селі.

## Нагороди
Отримав численні нагороди, серед яких:
- Медаль «За військову доблесть» 2-го ступеня
- Медаль «Учаснику військової операції в Сирії»
- Звання «Герой Російської Федерації» (27 травня 2023, посмертно) — «за мужність і героїзм, проявлені під час виконання військового обов'язку.» 17 липня медаль «Золота зірка» була вручена рідним Бровко губернатором Челябінської області Олексієм Текслером.

## Вшанування пам'яті
25 вересня 2023 року на будівлі Нікулінської середньої загальноосвітньої школи, в якій навчався Бровко, була встановлена меморіальна дошка.